# Анатолий Демяненко
Анатолий Демяненко (на украински: Анатолiй Дем'яненко; на руски: Анатолий Демьяненко) е съветски и украински футболист и треньор. Почетен майстор на спорта на СССР (1986).

## Кариера
Демяненко започва футболната си кариера в родния си град Днипро. Той играе за местния ФК Днипро през сезон 1975.
През 1979 г. играе няколко мача за Украйна в Спартакиада на народите на СССР.

## Отличия

### Отборни
Динамо Киев
- Съветска Висша лига: 1980, 1981, 1985, 1986, 1990
- Купа на СССР по футбол: 1982, 1985, 1987, 1990
- Суперкупа на СССР по футбол: 1981, 1986, 1987
- Купа на носителите на купи: 1986